# 約克維爾 (紐約州奧奈達縣)
約克維爾（英語：Yorkville）是位於美國紐約州奧奈達縣的村。

## 人口
根據2020年美國人口普查的數據，約克維爾的面積為1.74平方千米，皆為陸地。當地共有人口2657人，而人口密度為每平方千米1,527人。